# 潘建源
潘建源，中華民國神經生物學家， 國立陽明大學生化所博士，現任國立臺灣大學生命科學系教授、腦與心智科學研究所合聘教授、神經生物與認知科學中心副主任、台灣基礎神經科學學會理事。熱愛登山，曾任山谷登山會理事長，就讀台大時積極參與登山社活動，現則繼續在校內擔任台大登山社指導老師。

## 學歷
- 1981年 臺北市立建國高級中學
- 1987年 國立臺灣大學化學系
- 1997年 國立陽明大學生化所博士

## 經歷
- 2002年 國立臺灣大學動物學系助理教授
- 2008年 國立臺灣大學動物學研究所副教授
- 2010年 國立臺灣大學動物學研究所所長
- 2012年 國立臺灣大學動物學研究所教授
- 2013年 國立臺灣大學生命科學系教授

## 外部連結
國立臺灣大學生命科學系潘建源教授 （页面存档备份，存于）